# 바투파핫

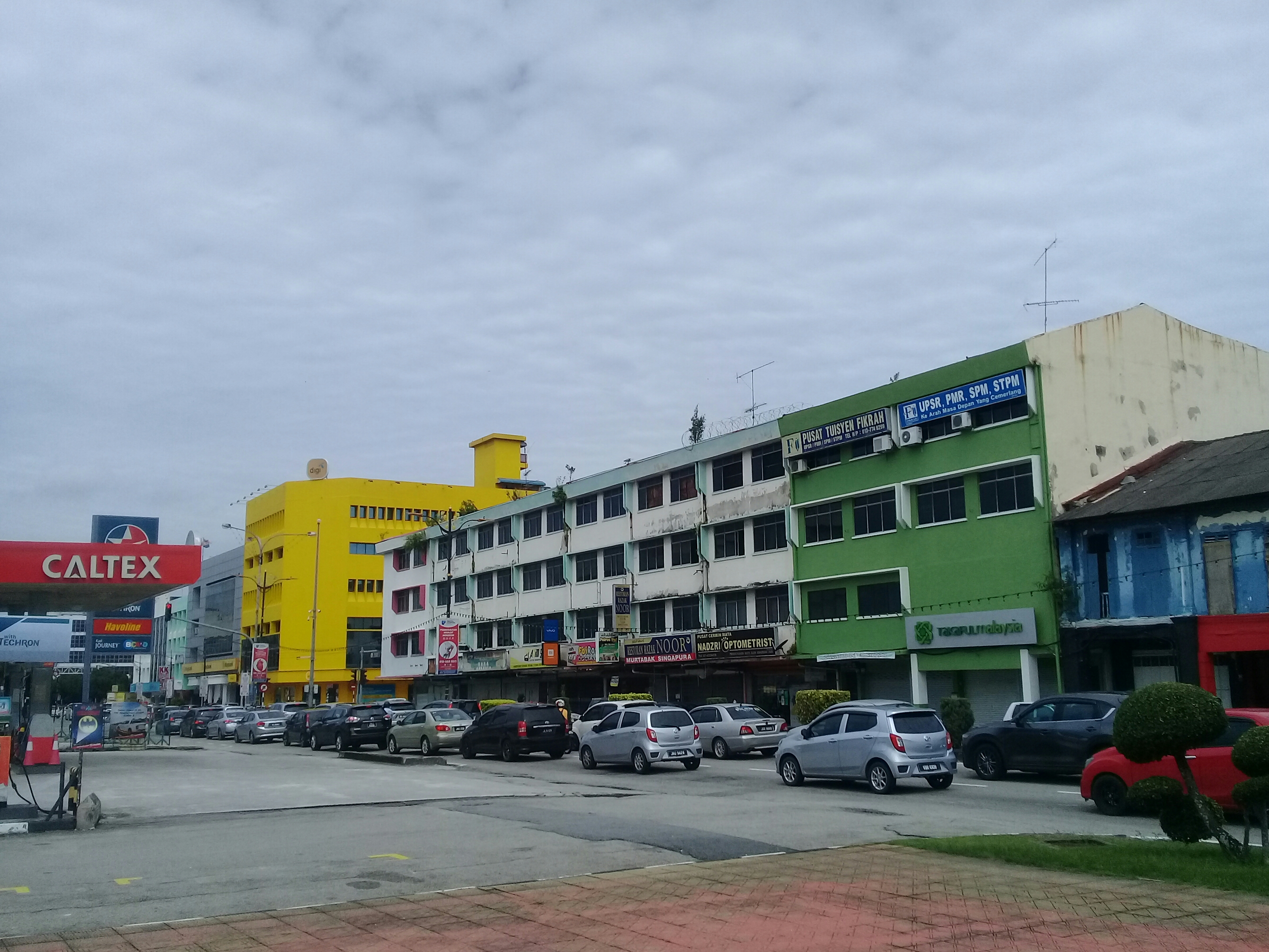
바투파핫.

바투파핫(말레이어: Batu Pahat)은 말레이시아 조호르주의 타운으로, 바투파핫 구역의 중심 도시이다. 무아르로부터 남동쪽, 클루앙으로부터 남서쪽, 폰티안으로부터 북서쪽, 스가맛으로부터 남쪽에 있다.